# 雅塔伊
雅塔伊是巴西中部戈亚斯州的首府和最大城市，位於戈亞斯州的西南部。根據2007年的統計，雅塔伊有人口103,221人，居住於面積 7,174.2 km² 的土地上（2021年10月10日數字）。雅塔伊是巴西的主要農產品出口地，盛產大豆、白米及玉米，亦是全巴西最大的養牛基地和家禽及豬的大型生產地。根據2000年的數字，雅塔伊在全巴西的城市以面積計算排第六大。